# Thomas Armat
Thomas Armat (1866-1948) est un inventeur américain à qui l'on doit le vitascope (co-inventé avec Charles Francis Jenkins). Il est l'un des pionniers du cinéma.